# Olivier Rupérou
Olivier Rupérou est un homme politique français né le 25 juin 1763 à Châtelaudren (Côtes-d'Armor) et mort le 28 avril 1843 à Paris.

## Biographie
Fils d'un riche meunier, il est docteur en droit en 1786 et devient sénéchal de Guingamp. Partisan de la Révolution, il est membre du directoire du département en 1791, puis suppléant à l'Assemblée législative de 1791. Fédéraliste, il est obligé de se cacher sous la Terreur. Membre du directoire du district de Saint-Brieuc, procureur général syndic du département, il est juge au tribunal de Cassation en 1799. Il est créé chevalier d'Empire en 1808. Il devient conseiller à la Cour de Cassation en 1811. Il est député des Côtes-du-Nord pendant les Cent-Jours puis de 1815 à 1820, siégeant dans la minorité libérale opposée à la Restauration.

## Sources
- « Olivier Rupérou », dans Adolphe Robert et Gaston Cougny, Dictionnaire des parlementaires français, Edgar Bourloton, 1889-1891 [détail de l’édition]